# Illa Nelson (Egipte)
L'Illa Nelson (en àrab: جزيرة نيلسون), també coneguda com a illa d'Abu Qir, és un petit territori banyat per les aigües de la Badia d'Abu Qir, Egipte, a uns 4 quilòmetres del port homònim d'Alexandria.

## Història
Originalment l'illa, que es coneixia com a Abu Qir entre la dinastia XVI d'Egipte i la Dinastia XXX, va servir com a necròpolis de les antigues poblacions continentals properes abans de la fundació d'Alexandria. Posteriorment, els grecs van colonitzar l'illa, esdevenint un punt estratègic pel control naval a la Badia d'Abu Qir durant els inicis del període hel·lenístic. Per motius desconeguts, els grecs van abandonar l'illa, quedant deserta i posteriorment, sent usada com a pedrera.
Dins del context de les Guerres Napoleòniques, l'any 1798 va començar la campanya napoleònica d'Egipte amb l'objectiu de conquerir aquest país per tal de tallar la ruta dels britànics cap a l'Índia. Com a resposta, els britànics van enviar tropes navals com a suport a Imperi Otomà, liderant l'expedició marítima el contraalmirall Horatio Nelson. Les tropes de l'Imperi Britànic van derrotar les franceses, a nivell naval, durant la batalla del Nil el mateix any, malgrat la campanya terrestre s'allargà fins a l'any 1801. En honor de la gesta, es va canviar el nom de l'illa pel del contraalirall Nelson que va liderar el contraatac britànic.
L'any 1998 es va iniciar la primera gran expedició arqueològica, dirigida per l'italià Paolo Gallo, descobrint més de 200 artefactes dels primers habitants que van arribar l'illa, la major part dels quals es conserven i mostren al públic en el museu d'antiguitats de la Biblioteca Alexandrina. Entre les descobertes fetes durant les diverses excavacions, a més de restes de la batalla del Nil, també es van trobar objectes que van des de la dinastia XXVI d'Egipte fins l'ocupació grega de l'illa posterior, durant el període hel·lenístic.
Dos anys més tard, l'expedició de Paolo va trobar un cementiri amb les restes mortals de mariners, dones i també infants que van estar a la zona durant la batalla del Nil. Els cossos van ser enterrats al cementeri militar del barri d'Al-Shatibi d'Alexandria amb honors militars.